# Zinc allié
 (juillet 2011).
Les zincs alliés sont des alliages de zinc électrolytiques qui ont été développés pour répondre aux évolutions des spécifications automobiles pour une meilleure résistance à la corrosion, même sous contrainte thermique dans le compartiment moteur, un contrôle du coefficient de frottement et une meilleure résistance à l’usure.

## Histoire
Les premiers alliages commerciaux sont apparus dans les années 1980 avec les premiers codépôts de fer (0,4 à 0,6 % de Fe) ou de nickel (4 à 8 % de Ni) en milieu alcalin, puis le zinc-cobalt (0,5 à 1,5 % de Co).
Mais le seul alliage véritable zinc-nickel (12 à 15 % de Ni) dans sa phase gamma du diagramme binaire Zn-Ni fut d’abord développé en milieu acide, en présence de chlorure et d'ammonium avant d’être rapidement décliné en milieu alcalin pour une plus grande stabilité de l'alliage en 1993. 

## Procédés

### Généralités
La protection contre la corrosion de l’acier est d’abord le fait de la différence de potentiel anodique entre le zinc (EECS = environ  -980 mV) et l’acier (EECS = environ -400 mV). L’acier est ainsi protégé par protection cathodique aussi longtemps que le zinc ne sera pas complètement oxydé. 
Un codépôt de fer ou de cobalt à 1,5 % maximum ne modifie pas ce potentiel et le Zn-Fe et le Zn-Co n’ont pas vocation à résister plus longtemps à la corrosion. Par contre, ils favorisent les passivations au chrome qui deviennent plus épaisses et  plus résistantes. Le Zn-Ni entre 4 et 8 % de nickel offre un comportement intermédiaire puisque c’est un mélange de phase de zinc pur et de phase gamma du Zn-Ni à 12-15 % de Ni.
Seul le Zn-Ni 12-15 % a un comportement assez voisin du cadmium avec un potentiel anodique plus proche de celui de l’acier, soit EECS = environ  -700 mV. 
La vitesse de corrosion en contact avec l’acier est ainsi réduite, d’autant que le mécanisme de corrosion implique une perte en zinc qui anoblit le dépôt au fur et à mesure de sa corrosion. Lors de l’attaque de corrosion, le potentiel du Zn-Ni évolue donc doucement et se rapproche de celui du fer.
La sélection du meilleur procédé passe donc par le choix d’une passivation plus épaisse avec les codépôts Zn-Fe ou Zn-Co ou le choix d’un alliage intrinsèquement plus protecteur n’exigeant pas de passivations épaisses de type Zn-Ni.
Un autre avantage non négligeable du Zn-Ni 12-15 % en milieu alcalin est sa capacité à ne pas fragiliser l’acier dur jusqu’à la classe 12.9 par l’hydrogène. Il a été montré que le dépôt de Zn-Ni 12-15 % en milieu alcalin s’opère d’abord par le dépôt de quelques nanomètres d’une couche de nickel pur. Ce faible dépôt intermédiaire de nickel pur servirait à piéger l’hydrogène qui se effuse ensuite naturellement vers la surface à travers le dépôt microfissuré du Zn-Ni 12-15 % (effusion).
Un nouveau procédé acide de Zn-Ni 12-15 % sans ammonium présente bien des avantages en termes d’aspect et de vitesse de dépôt mais ne peut prétendre aux mêmes capacités non fragilisantes car la couche intermédiaire n’existe pas.
Tous les zincs alliés cités reçoivent des passivations au chrome trivalent et respectent ainsi les nouvelles directives VHU (2000/53) et RoHS (2002/95).

### Composition des électrolytes

#### Zinc-fer
L’électrolyte de zinc-fer peut être considéré comme un zinc alcalin sans cyanure avec un complexant du fer. Comme un zinc alcalin sans cyanure, la composition principale est à base de zinc (6 à 20 g/L) et de soude à 120 g/L. Selon le complexant choisi, la teneur en fer varie de 50 à 400 ppm. Les affineurs de grain sont des polyamines auxquels des brillanteurs de type benzyle nicotinate apporte la brillance des dépôts. La teneur en fer dans le dépôt doit varier entre 0,4 et 0,6 % pour un effet maximal sur l’épaisseur de la conversion au chrome. Au-delà de 0,6 % en fer, les dépôts sont moins ductile et sensibles à l’exfoliation, aussi appelé phénomène de cloques. Cette exfoliation des dépôts en petites écailles inférieures au mm intervient en général en différé, plusieurs semaines après le traitement.

#### Zinc-cobalt acide
Le zinc-cobalt acide est un zinc acide au potassium auquel du sulfate ou du chlorure de cobalt permet l’électrolyse d’un codépôt entre 0,6 et 1,5 % de cobalt. Comme les zincs acides, il utilise des cétones et des aldéhydes comme affineur de grain. Le cobalt sous forme Co2+ se codépose sans l’aide de complexant.
| Composants            | Teneurs en g/l |
| --------------------- | -------------- |
| Zinc                  | 25-40          |
| Cobalt                | 2-5            |
| Chlorure total        | 130-180        |
| Chlorure de potassium | 200-250        |
| Acide borique         | 25             |

#### Zinc-nickel alcalin 4-8%
Les bains de zinc-nickel alcalin 4-8 % sont de base zincate comme un zinc alcalin sans cyanure mais le dépôt de nickel nécessite des agents complexants spécifiques. Les affineurs de grain sont à base d’amines ou d’aldéhydes aromatiques.  La composition principale est à base de zinc (7,5 à 10 g/L) et de soude (100 à 120 g/L). Le nickel se situe entre 1,8 et 2 g/L.

#### Zinc-nickel alcalin 12-15%
Les électrolytes de zinc-nickel alcalin 12-15 % sont extrapolés des bains précédents. Leur teneur en complexants forts du nickel est particulièrement élevée et dépasse 20 g/L. On utilise souvent de la  tétraéthylène-pentamine. La composition principale est à base de zinc (7 à 12 g/L) et de soude (120 g/L). Le nickel se situe entre 1 et 2,5 g/L. L’inconvénient majeur de cette technologie réside dans la formation de cyanure par oxydation des amines à l’anode. Cette oxydation n’a plus lieu avec des anodes isolées par des membranes poreuses ou des membranes échangeuses d’ions. 

#### Zinc-nickel acide 12-15%
Le zinc-nickel acide peut aussi être assimilé à un zinc acide conventionnel. Autrefois à base ammonium, le procédé est aujourd’hui de base potassium. Il utilise aussi des affineurs de grain de type cétone.
| Composants     | Teneurs en g/l |
| -------------- | -------------- |
| Zinc           | 30-40          |
| Nickel         | 25-5           |
| Chlorure total | 150-230        |
| Acide borique  | 25             |

## Marchés
- Industrie automobile
- Bâtiment
- Aéronautique
- Constructions mécaniques
- Visserie - boulonnerie